# Codi de regulacions de Califòrnia
El Codi de regulacions de Califòrnia (CCR, Cal. Codi Regs.) és la codificació de les normes i regulacions generals i permanents (de vegades anomenades dret administratiu) anunciades al registre d'avís reguladors de Califòrnia per les agències estatals de Califòrnia sota l'autoritat de la legislació primària als codis de Califòrnia. Aquestes normes i reglaments són revisats, aprovats i posats a disposició del públic per l'Oficina de Dret Administratiu (OAL) i també es registren a la Secretaria d'Estat.
El CCR consta de 28 títols i conté les regulacions d'aproximadament 200 agències reguladores. El títol 24, el Codi de normes d'edificació de Califòrnia, no el manté l'OAL sinó la Comissió de normes d'edificació de Califòrnia. S'ha al·legat que les regulacions tenen parts substancials sota drets d'autor (per exemple, el títol 24, el codi de normes de construcció de Califòrnia), però el títol 24, el codi de regulacions de Califòrnia, tot i que està administrat i escrit per la Comissió de normes de construcció de l'estat de Califòrnia, incloent l'edifici, residencial, elèctric, mecànic, fontaneria, energia, edifici històric, incendi, incendi i referència als codis de referència de l'estat de Califòrnia vigents, incorporats a les normes d'edificació vigents, codis de referència de l'estat de Califòrnia, es considera de domini públic.

## Procediment
Les regulacions són revisades, aprovades i posades a disposició del públic per l'Oficina de Dret Administratiu de Califòrnia (OAL) d'acord amb la Llei de procediment administratiu de Califòrnia (APA). El Registre d'avisos reguladors de Califòrnia conté avisos d'accions reguladores proposades per agències reguladores estatals per adoptar, modificar o derogar les regulacions contingudes al CCR. Una agència estatal ha de completar la seva normativa i enviar el fitxer de reglamentació a l'OAL en el termini d'un any des de la data de publicació d'un Avís d'Acció proposada al Registre d'avisos. L'OAL publica el Registre d'Avisos cada divendres.

## Llista de títols normatius
- Títol 1: Disposicions generals
- Títol 2: Administració
- Títol 3: Alimentació i Agricultura
- Títol 4: Reglament de l'empresa
- Títol 5: Educació
- Títol 6: Reglament del governador (buit)
- Títol 7: Ports i navegació
- Títol 8: Normativa Industrial
- Títol 9: Serveis de rehabilitació i desenvolupament
- Títol 10: Inversió
- Títol 11: Dret
- Títol 12: Militars i veterans
- Títol 13: Vehicles de motor
- Títol 14: Recursos naturals
- Títol 15: Prevenció i correcció de la delinqüència
- Títol 16: Normativa Professional i Professional
- Títol 17: Salut Pública
- Títol 18: Ingressos públics
- Títol 19: Seguretat Pública
- Títol 20: Serveis públics i energia
- Títol 21: Obres Públiques
- Títol 22: Seguretat Social
- Títol 23: Aigües
- Títol 24: Codi de normes de construcció de Califòrnia
- Títol 25: Habitatge i desenvolupament comunitari
- Títol 26: Tòxics
- Títol 27: Protecció del medi ambient
- Títol 28: Atenció Sanitària Gestionada